# Epigrafía griega

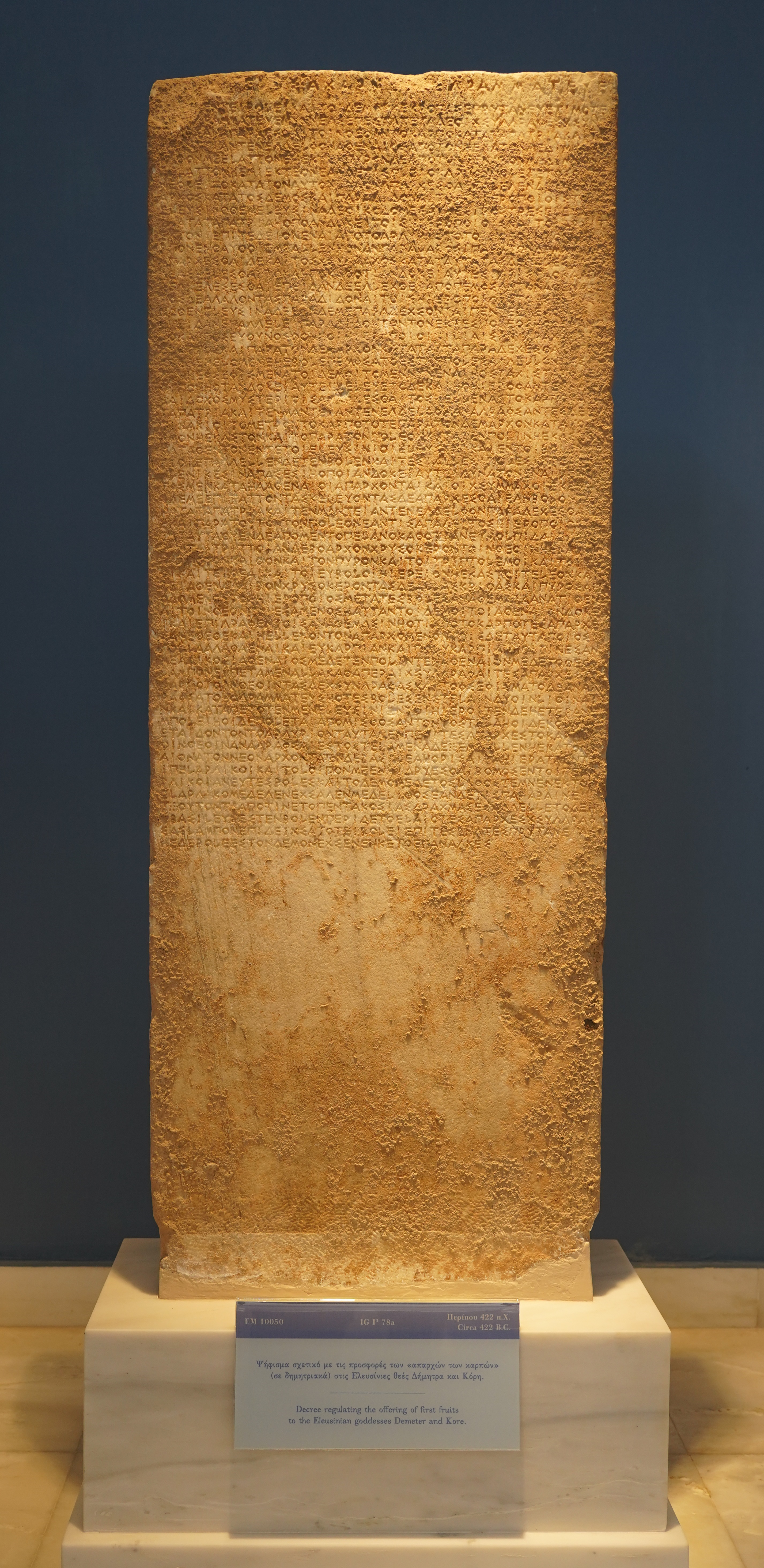
Decreto del 422 a. C. que regulaba las primicias ofrecidas en Eleusis a Deméter y Coré.

La epigrafía griega es la ciencia que estudia los textos inscritos en material duro en escritura griega alfabética durante la Antigüedad, en cualquiera de sus dialectos. El material puede ser piedra, metal o cerámica. Sin embargo las inscripciones en monedas suele estudiarlas la numismática. Por otra parte, los textos escritos en papiros pertenecen a otra ciencia denominada papirología.

## Ámbito
La epigrafía griega abarca todos los epígrafes escritos en griego, desde el inicio del uso del alfabeto por los griegos hasta la época bizantina. Hay que señalar que el estudio de las tablillas micénicas, que son cronológicamente anteriores a la adopción del alfabeto y están escritas en un sistema de escritura diferente al alfabético (el lineal B) suele asignarse a una disciplina particular denominada micenología.
Geográficamente, los límites de lo estudiado por la epigrafía griega incluyen cualquier región donde se escribiera en griego. En la época romana, por ejemplo, en toda el área oriental del imperio seguía usándose el griego habitualmente.

## Características de las inscripciones epigráficas

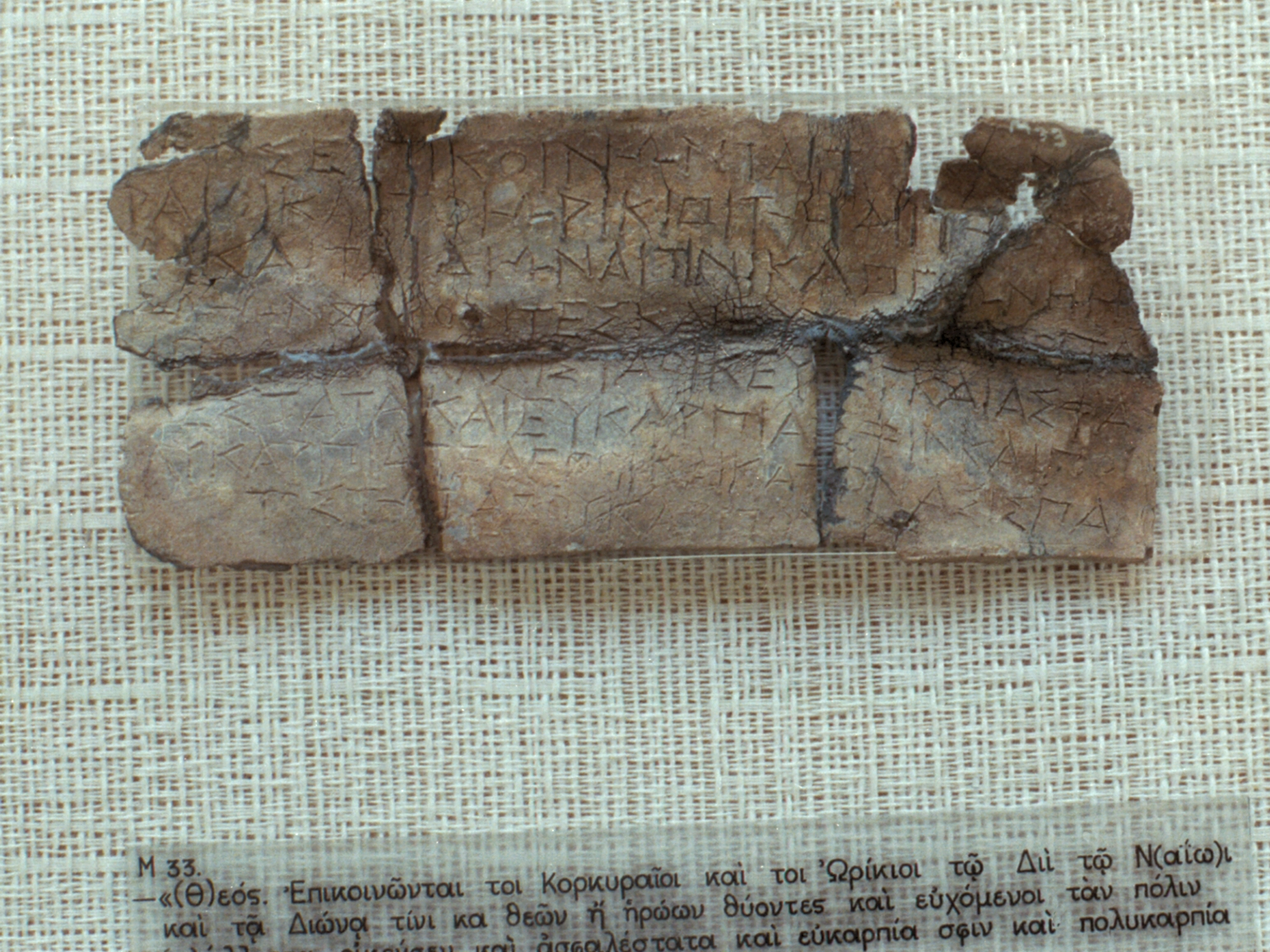
Tablilla del oráculo de Dodona, hacia 500 a. C., Museo Arqueológico de Ioánina.

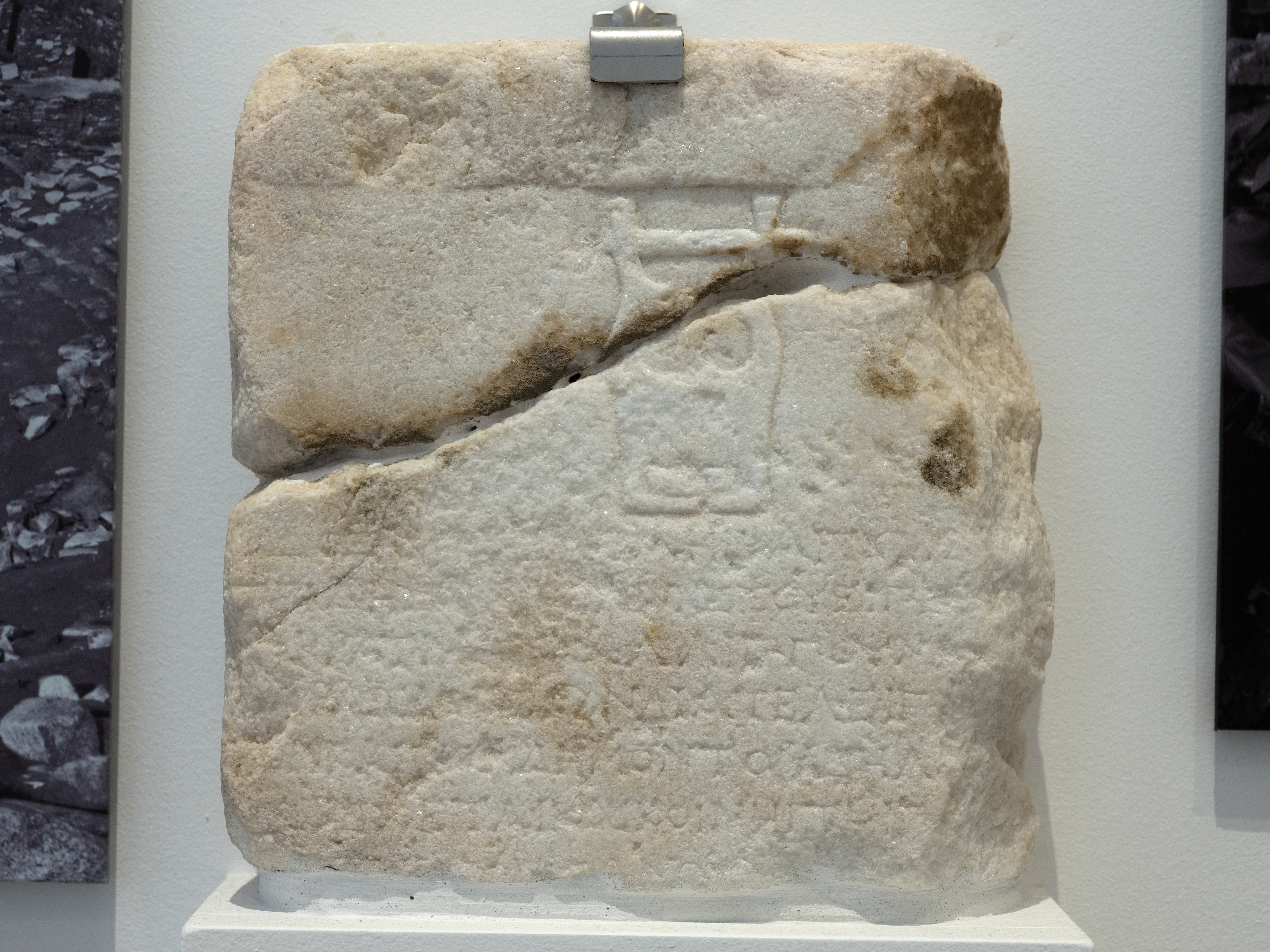
Decreto honorífico en Delos del

Entre los textos públicos pueden destacarse los leyes y decretos que se exponían al público grabados en piedra. También se han conservado inventarios de personas y de bienes, inscripciones honoríficas y textos privados. Entre estos últimos se incluyen cartas, manumisiones, testamentos y contratos inscritos en soportes de piedra o metal. También es abundante la epigrafía de tipo religioso, que puede abarcar leyes sagradas, himnos, oráculos, dedicatorias de ofrendas y otros tipos de textos.
Dada la diversidad de soportes epigráficos, se pueden distinguir los que tenían exclusivamente la función de superficie para escribir, como láminas de metales, piedras y pínakes, de otros cuya función primaria era diferente, como estatuas, vasos de cerámica y otros objetos de uso cotidiano. A las estelas funerarias, en concreto, se les puede asignar una doble función, puesto que además de marcar el lugar de una tumba, podían tener inscripciones de una dedicatoria o algún tipo de información sobre el difunto.
Muchas de las inscripciones que se han conservado se han encontrado en excavaciones arqueológicas de todo el ámbito cultural griego. A veces esos soportes inscritos han sido reutilizados en la construcción. Entre las dificultades que afronta la epigrafía está que en muchas ocasiones las inscripciones aparecen de manera fragmentaria, o con partes dañadas. En todo caso, para ayudar al estudio de estos hallazgos, suelen clasificarse atendiendo a distintos criterios: por una parte, la delimitación geográfica, y por otro, una delimitación temática.

## Historia y publicaciones
Aunque desde las épocas arcaica y clásica griegas se encuentran autores que se interesaron por las inscripciones epigráficas, los primeros estudios de los epígrafes griegos surgieron en el periodo helenístico, por autores como Filócoro de Atenas y Crátero de Macedonia.
Los estudios epigráficos modernos no surgieron hasta el Renacimiento, donde destacó Ciriaco de Ancona, que viajó por el Egeo y Egipto y copió abundantes epígrafes. Autores como Martinus Smetius y Jan Gruter siguieron realizando trabajos de recopilaciones a pesar de que tras la toma de Constantinopla por el Imperio otomano se frenaron bastante los intentos de recopilaciones de epigrafía griega.
Como disciplina científica, se puede considerar que la epigrafía griega no surgió hasta el proyecto del Corpus Inscriptionum Graecarum (CIG) por la Academia de Berlín a partir de 1815, cuyas publicaciones vieron la luz entre 1828 y 1859. 
Entre 1842 y 1848 Jean-Antoine Letronne organizó en dos volúmenes material procedente de Egipto, bajo el título de Reccueil des inscriptions grecques et latines de l'Égipte.
Por otra parte, entre 1873 y 1888 se publicó el Corpus Inscriptionum Atticorum (CIA), sobre inscripciones del Ática. Esta recopilación fue el germen de un proyecto mucho mayor, las Inscriptiones Graecae (IG), que está dividido geográficamente por distintas zonas de Grecia continental y las islas. Debido a los nuevos hallazgos epigráficos, a partir de 1924, para actualizar el proyecto se publicaron volúmenes denominados Inscriptiones Graecae, editio minor (IG I2, IG II2, etc) 
Vasili Latischev organizó desde 1885 las Inscriptiones antiquae orae septentrionales Ponti Euxini Graecae et Latinae (IPE). En relación con estas, en 1965 se publicó el Corpus inscriptionum regni Bosporani. Wilhelm Dittenberger, que ya había publicado anteriormente corpus epigráficos de diferentes áreas de Grecia, organizó desde 1903 las Orientis Greaeci inscriptiones selectae. Otro proyecto acerca de las inscripciones de Asia Menor realizado por la Academia de Ciencias de Viena desde 1901 es Tituli Asiae Minoris. Desde 1929 se publican las Inscriptions grecques et latines de la Syrie (I. Syrie) y desde 1935 las Inscriptiones Creticae (I. Cret). También hay corpus de inscripciones que se reducen particularmente a las encontradas en solo una determinada ciudad, como los de Pérgamo, Priene, Delfos, Olimpia o Delos, entre otras, o de una determinada región, como Cilicia. A partir de 1972, desde la Academia de Bonn se inicia la Inschriften griechischer Städte aus Kleinasien (IGSK), sobre distintas ciudades de Anatolia. 
Sobre las inscripciones de Europa Central y Occidental, en 1890 se publicaron Inscriptiones Italiae et Siciliae: additis Graecis Galliae, Hispaniae, Britanniae, Germaniae inscriptionibus, que luego formaron el volumen XIV de las Inscriptiones Graecae. Otras recopilaciones posteriores se centraron en el abundante material hallado en Italia. En 2014, María Paz de Hoz García-Bellido publica Inscripciones griegas de España y Portugal.
En lo que respecta a clasificaciones temáticas, destacan las recopilaciones de leyes sagradas de Franciszek Sokołowski entre 1955 y 1969. En 1970 se publicó The Greek Christian Inscriptions of Crete, por Anastasius Bandy, sobre inscripciones cristianas. Otros autores han recopilado epígrafes sobre periodos muy concretos que les han interesado estudiar con detalle.
Por otra parte, el Supplementum Epigraphicum Graecum (SEG), el Bulletin Epigraphique que se publica en la Revue des études grecques y el Epigraphic Bulletin for Greek Religion que se publica en la revista Kernos son las principales fuentes acerca de los novedades de epigrafía griega que se producen cada año.

## Interpretación de los epígrafes

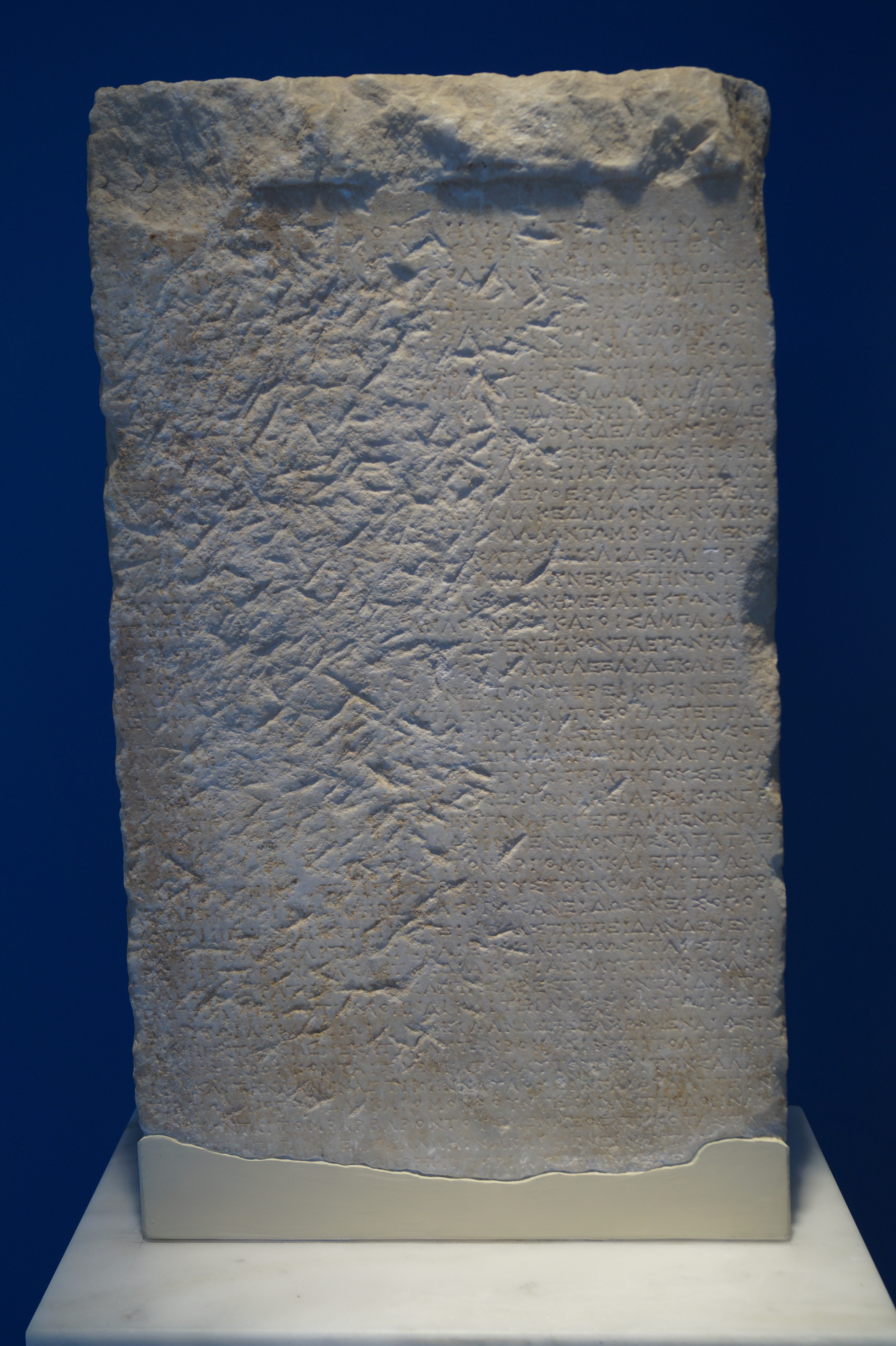
Estela con un decreto de Temístocles, aunque por la forma de las letras suele asignarse a fines del o principios del. La parte izquierda, dañada, ha tenido que ser reconstruida. Es motivo de debate si la inscripción transcribe un decreto auténtico de Temístocles o si, en cambio, se trata de un falso decreto.

Los epigrafistas a menudo tienen que tratar de reconstruir parte de las inscripciones en los casos en que estas tengan algunas lagunas. Después de reproducir cada texto de la manera más fielmente posible, tratan de interpretarlos teniendo en cuenta datos como las circunstancias en que ha aparecido la inscripción, su contexto arqueológico, la fecha que se le puede asignar, su lugar de procedencia y su relación con otras fuentes.
A veces aparecen inscripciones de forma casual, sin contexto arqueológico. En esos casos se utilizan diversos criterios para tratar de contextualizarlos cronológicamente, como los rasgos lingüísticos, la forma de las letras o la mención de personajes y eventos o cargos conocidos.
Una ventaja destacada de las inscripciones que estudia la epigrafía es que los documentos legales son textos objetivos, por lo que a menudo constituyen una fuente de enorme valor, mientras los textos literarios que se refieren a ellos pueden ser expresiones del pensamiento de un autor. Por otra parte, para los estudios de la lengua griega y sus dialectos que hace la filología, estas inscripciones son también fundamentales, así como para el estudio de aspectos religiosos, de temas relacionados con el derecho, de prosopografía, de la vida cotidiana o de eventos históricos. En algunos contextos, no obstante, no se puede considerar que los documentos epigráficos sean objetivos, por cuestiones ideológicas, entre otras. Además, los estudios de la epigrafía se nutren constantemente de nuevos hallazgos. 

### La epigrafía como fuente para el estudio de la lengua griega

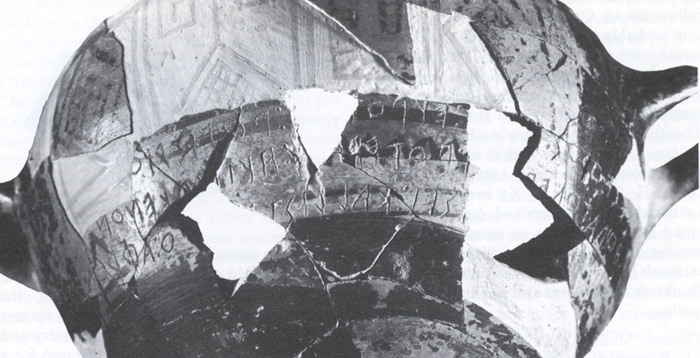
La inscripción conocida como la «copa de Néstor», en un escifo procedente de Isquia, del, es uno de las más antiguos testimonios epigráficos griegos.

las inscripciones epigráficas son una fuente fundamental para el estudio de los primeros escritos en lengua griega. En época micénica se conservan textos escritos en lineal B en tablillas y algunos en otros soportes como vasos de cerámica y armas. 
Con respecto al griego alfabético, es cierto que ya desde época arcaica existen los testimonios literarios de Homero y de diferentes poetas líricos, pero para realizar un estudio detallado de los distintos dialectos también son fundamentales las inscripciones epigráficas. Las inscripciones más antiguas proceden de colonias de la Magna Grecia fundadas por eubeos y están en dialecto jonio. En dialecto ático también se conservan inscripciones del siglo VIII a. C. que son mucho más antiguas que los primeros testimonios literarios hallados en ese dialecto. En dialecto dorio hay importantes inscripciones halladas en Creta, como el código de legislación del siglo VII a. C. de Dreros. 
Las inscripciones epigráficas también son básicas para el estudio de los dialectos griegos de época clásica.